# ميثاق الأمم المتحدة (فصل خامس عشر)
ميثاق الأمم المتحدة الفصل الخامس عشر: في الأمـانة

## المادة 97
يكون للهيئة أمانة تشمل أميناً عاماً ومن تحتاجهم الهيئة من الموظفين. وتعين الجمعية العامة الأمين العام بناءً على توصية مجلس الأمن. والأمين العام هو الموظف الإداري الأكبر في الهيئة.

## المادة 98
يتولى الأمين العام أعماله بصفته هذه في كل اجتماعات الجمعية العامة ومجلس الأمن والمجلس الاقتصادي والاجتماعي، ومجلس الوصاية، ويقوم بالوظائف الأخرى التي توكل إليه هذه الفروع. ويعد الأمين العام تقريراً سنوياً للجمعية العامة بأعمال الهيئة.

## المادة 99
للأمين العام أن ينبه مجلس الأمن إلى أية مسألة يرى أنها قد تهدد حفظ السلم والآمن الدولي.

## المادة 100
1. ليس للأمين العام ولا للموظفين أن يطلبوا أو أن يتلقوا في تأدية واجبهم تعليمات من أية حكومة أو من أية سلطة خارجة عن الهيئة. وعليهم أن يمتنعوا عن القيام بأي عمل قد يسئ إلى مراكزهم بوصفهم موظفين دوليين مسؤولين أمام الهيئة وحدها.
2. يتعهد كل عضو في الأمم المتحدة باحترام الصفة الدولية البحتة لمسؤوليات الأمين العام والموظفين وبألا يسعى إلى التأثير فيهم عند اضطلاعهم بمسؤولياتهم.

## المادة 101
1. يعين الأمين العام موظفي الأمانة طبقا للوائح التي تضعها الجمعية العامة.
2. يعين للمجلس الاقتصادي والاجتماعي ولمجلس الوصاية ما يكفيهما من الموظفين على وجه دائم ويعين لغيرهما من فروع «الأمم المتحدة» الأخرى ما هي بحاجة إليه منهم. وتعتبر جملة هؤلاء الموظفين جزءاً من الأمانة.
3. ينبغي في استخدام الموظفين وفي تحديد شروط خدمتهم أن يراعى في المكان الأول ضرورة الحصول على أعلى مستوى من المقدرة والكفاية والنزاهة. كما أن من المهم أن يراعى في اختيارهم أكبر ما يستطاع من معاني التوزيع الجغرافي.

## انظر ايضاً
| ميثاق الأمم المتحدة                                                              |
| -------------------------------------------------------------------------------- |
|                                                                                  |
| الفصل الأول في مقاصد الهيئة ومبادئها                                             |
| الفصل الثاني فـي العضوية                                                         |
| الفصل الثالث فـي فروع الهيئـة                                                    |
| الفصل الرابع في الجمعيـة العـامة                                                 |
| الفصل الخامس في مجلـس الأمـن                                                     |
| الفصل السادس في حل المنازعات حلاً سلمياً                                           |
| الفصل السابع فيما يتخذ من الأعمال في حالات تهديد السلم والإخلال به ووقوع العدوان |
| الفصل الثامن في التنظيمات الإقليمية                                              |
| الفصل التاسع في التعاون الدولي الاقتصادي والاجتماعي                              |
| الفصل العاشر المجلس الاقتصادي والاجتماعي                                         |
| الفصل الحادي عشر تصريح يتعلق بالأقاليم غير المتمتعة بالحكم الذاتي                |
| الفصل الثاني عشر في نظام الوصاية الدولي                                          |
| الفصل الثالث عشر في مجلس الوصاية                                                 |
| الفصل الرابع عشر في محكمة العدل الدولية                                          |
| الفصل الخامس عشر في الأمـانة                                                     |
| الفصل السادس عشر أحكـام متنوعـة                                                  |
| الفصل السابع عشر في تدابير حفظ الأمن في فترة الانتقال                            |
| الفصل الثامن عشر في تعديل الميثاق                                                |
| الفصل التاسع عشر في التصديق والتوقيع                                             |